# Condado de Jefferson (Oklahoma)
O Condado de Jefferson é um dos 77 condados do estado americano do Oklahoma. A sede do condado é Waurika, que é também a sua maior cidade. O condado foi fundado em 1907 e recebeu o seu nome em homenagem a Thomas Jefferson (1743 - 1826), que foi o 3.º presidente dos Estados Unidos (1801-1809), o principal autor da Declaração de Independência dos Estados Unidos e o mais influente dos Pais Fundadores dos Estados Unidos.
O condado tem uma área de 2004 km² (dos quais 39 km² estão cobertos por água), uma população de 6818 habitantes, e uma densidade populacional de 3,2 hab/km² (segundo o censo nacional de 2000).